# Asilus imitator
Asilus imitator là một loài ruồi trong họ Asilidae. Asilus imitator được Lynch & Arribálzaga miêu tả năm 1883. Loài này phân bố ở vùng Tân nhiệt đới.